# Den stolte - Kongen af Provence
Den stolte - Kongen af Provence er en dansk naturfilm fra 2001, der er instrueret af Adam Schmedes efter manuskript af Peter I. Lauridsen.

## Handling
Om den giftige øglesnog, Europas største slange, og om dens livsvilkår i Provence, hvor den er truet af menneskers nærhed i dens miljø. Øglesnogen på filmen viser ømhed og hjælpsomhed over for hunnen, men må fortrække efter en voldsom kamp med en rival.